# Wasyl Ochrymowycz
Wasyl Ochrymowycz, ukr. Василь Охримович, ps. Dałekyj, Czużyj, Dalnyj, Pyłyp (ur. 1914, zm. 1954) – ukraiński działacz nacjonalistyczny.

## Życiorys
Ukończył ukraińskie gimnazjum w Tarnopolu. Przed wojną skazywany za działalność antypaństwową kilkakrotnie przez władze polskie na karę więzienia. Członek OUN. W 1940 ukończył szkołę oficerską im. Konowalca.
W 1942 prowadził rozmowy w Warszawie z AK i Delegaturą Rządu, był współorganizatorem UPA.
Od 1943 okręgowy przewodniczący OUN-B na Tarnopolszczyźnie, od 1944 dla całej Galicji.
Był członkiem UHWR, od 1946 na emigracji, w maju 1953 powrócił na Ukrainę w celu walki z Sowietami. Został aresztowany przez NKWD i 19 maja 1954 w Kijowie skazany przez trybunał na rozstrzelanie.